# 米格尔·安赫尔·阿斯图里亚斯

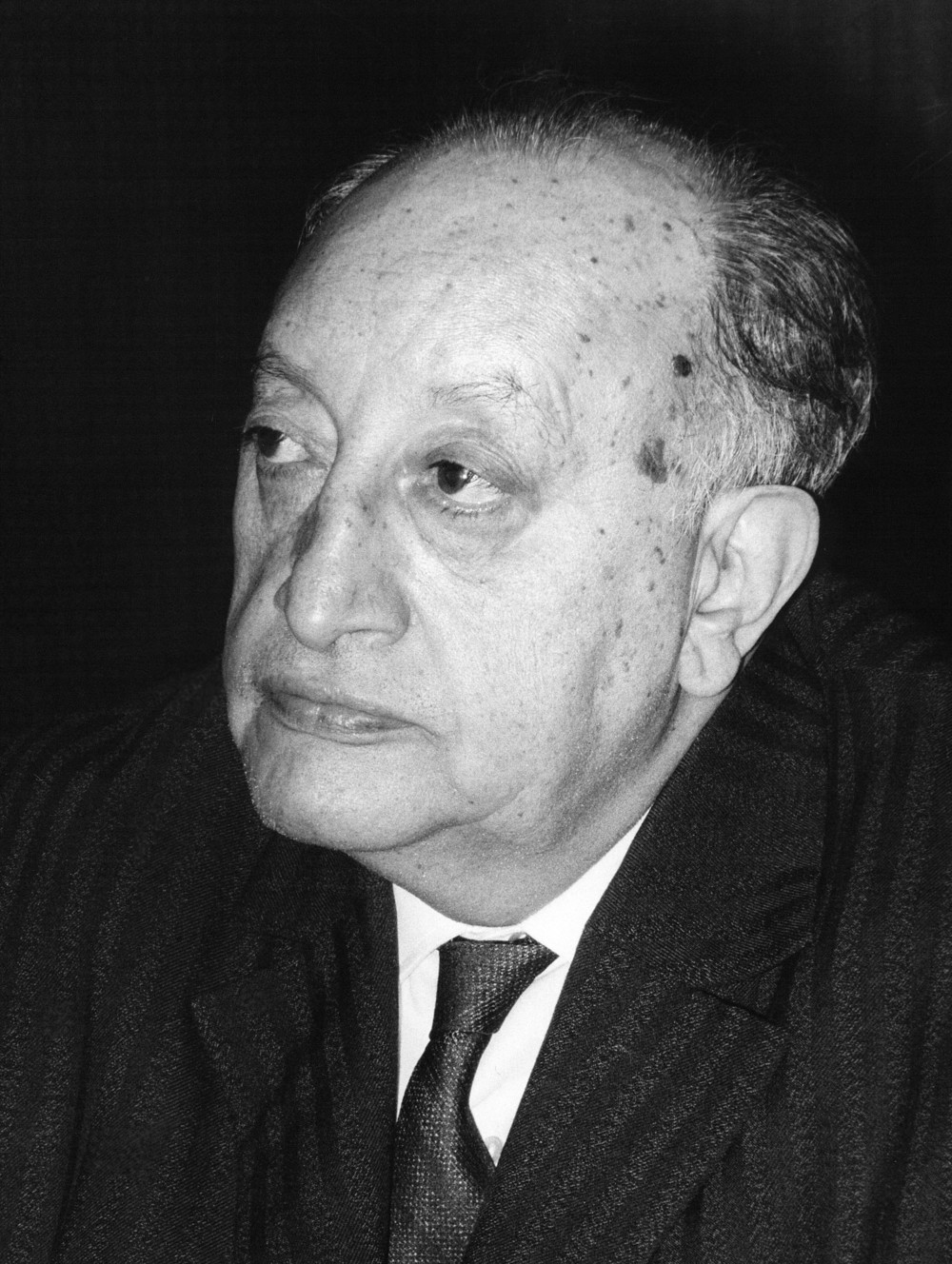
米格尔·安赫尔·阿斯图里亚斯

米格尔·安赫尔·阿斯图里亚斯·罗萨莱斯（西班牙語：Miguel Ángel Asturias Rosales，1899年10月19日—1974年6月9日），危地马拉小说家。他被视为拉丁美洲魔幻现实主义的开创者，在拉丁美洲乃至世界现代文学史上都占有重要地位。

## 生平
1899年，阿斯图里亚斯在危地马拉城出生。在内地土生土长的印第安居民当中度过了童年和少年时代。1917年开始在卡洛斯大学攻读法律。1920年参加了反对独裁者的起义。1923年从大学毕业，前往巴黎，在索邦大学进修。此时他廣泛接觸超现实主义流派作家，开始写作小说与诗歌。在深入研究玛雅一基切文化的基础上，阿斯图里亚斯于1930年写出他的第一部小说《危地马拉的传说》（Leyendas de Guatemala），在欧洲文坛引發强烈反應。
1932年他完成代表作《总统先生》（El señor Presidente）。作者不但塑造了一个暴君的文学典型，並且毫不留情批判拉丁美洲一直存在的军方独裁统治。1933年回到祖国，继续参加政治活动。1944年-1954年危地马拉经历了十年的民主时期，阿斯图里亚斯的创作也进入高峰。1946年《总统先生》得以出版。1949年他发表了描绘土著印第安人悲惨历史的杰作《玉米人》（Hombres de maíz）。1954年6月危地马拉发生政变，改革派的雅克布·阿本斯总统被推翻，阿斯图里亚斯因政治立場與當權者不同，遭到流放，在阿根廷侨居八年。1956年，前往中国参加鲁迅逝世20周年纪念大会。
1965年阿斯图里亚斯荣获苏联列宁和平奖，1967年荣获诺贝尔文学奖，获奖原因在於：“他的鲜活的文学作品，深深扎根于拉丁美洲的印第安人的特征，代表着他们的传统”。1966年阿斯图里亚斯得到危地马拉政府的任命，出任驻法国大使。他人生最后一年是在西班牙度过，在马德里去世，葬于巴黎拉雪兹公墓。

## 主要作品出版年表
- 1930,  （《危地马拉的传说》或《瓜地馬拉傳說》）
- 1946,  （《总统先生》或《總統閣下》）
- 1949,  （《玉米人》）
- 1950,
- 1954,
- 1960,
- 1963,
- 1969,
- 1972, '

## 作品中文版
- 《總統先生》，劉啟分 譯，臺北：遠景出版事業公司。
- 《总统先生》，黃志良、劉靜言 合譯，上海：上海譯文出版社，2013年。
- 《总统阁下》，董燕生 譯，昆明：雲南人民出版社，1994年。
- 《總統先生》，  董燕生 譯，台北市：南方家園文化，2009年。
- 《玉米人》，劉習良、笋季英 合譯，桂林：灕江出版社，1986年。（已由臺北的桂冠圖書公司在臺灣出版繁體版）
- 《玉米人》，劉習良、笋季英 合譯，上海：上海譯文出版社，2013年。
- 《玉米人》，季英 譯，林盛彬 導讀，台北市：桂冠圖書公司，1997年。
- 《阿斯杜利亞斯》，諾貝爾文學獎全集編譯委員會 編譯，台北市：九五出版，1981年。
- 《危地馬拉傳說》，梅瑩 譯，上海：上海譯文出版社，2016年。